# 福島県道193号金谷川停車場線
福島県道193号金谷川停車場線（ふくしまけんどう193ごう かなやがわていしゃじょうせん）は、福島県福島市にある都道府県道である。

## 概要
- 起点：福島市松川町関谷字坂下（JR東北本線金谷川駅前）
- 終点：福島市松川町浅川字幸道
- 総延長：1.232 km[1]
  - 実延長：総延長に同じ
- 路線認定年月日：1959年8月31日[2]

## 通過する自治体
- 福島市

## 接続路線
- 福島県道194号金谷川停車場石内線（松川町関谷字割石）
- 福島県道114号福島安達線・福島県道307号福島飯野線（松川町浅川字幸道 終点）

## 沿線
- JR金谷川駅
- 福島大学